# Gustav Henckell

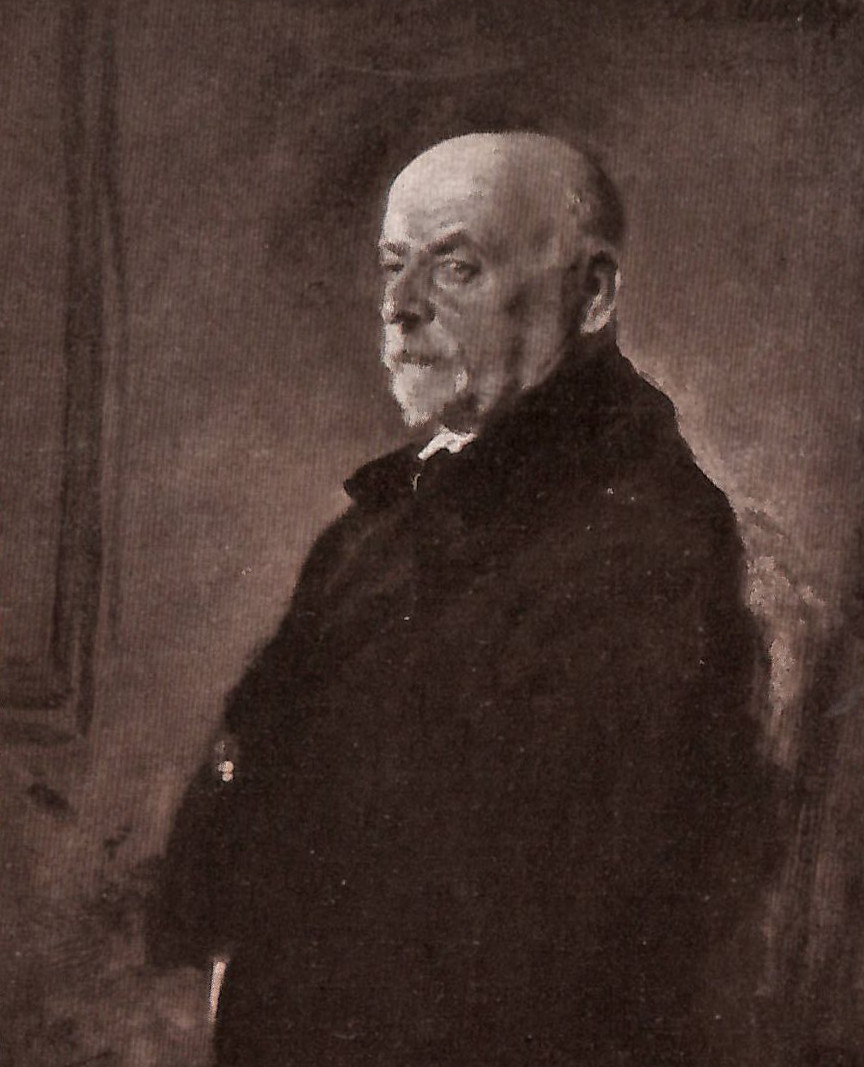
Gustav Henckell, Gemälde von Leo Samberger, 1907

Gustav Henckell (* 21. Juni 1859 in Bodenfelde; † 18. Januar 1942 in Lenzburg) war ein deutsch-schweizerischer Konservenfabrikant.

## Leben
Gustav Henckells Eltern waren der Landwirt, Bürgermeister und Kaufmann Arnold Heinrich Henckell und Bertha Elise Auguste, eine Tochter des Carl Franz Theodor Piderit (1789–1848). Gustav Henckells Vater handelte insbesondere mit Getreide. Sein jüngerer Bruder, der Dichter Karl Henckell, wurde 1864 in Hannover geboren. Ihr Untermieter war Friedrich Wilhelm Wedekind, Vater des Dichters Frank Wedekind. 
Gustav Henckell besuchte die Realschule in Hannover und machte eine kaufmännische Lehre. Er begann seine Karriere als Reisender für die Conservenfabrik München von Dr. W. Nägeli, des Sohnes von Carl Wilhelm von Nägeli, Walter (* 1851 in Zürich). Die Fabrik experimentierte erstmals mit Glaskonserven und wurde um 1883 nach Mainz-Mombach verlegt.
Im Frühherbst 1885 traf er in einem Gasthof in Einsiedeln seinen hannoverschen Schulfreund Gustav Zeiler, der als Obergärtner in der Baumschule von Otto Großmann in Aarau arbeitete. 1886 gründeten sie in einer gemieteten Spenglerhalle in Lenzburg die Konservenfabrik Henckell, Zeiler & Cie. und kamen am 15. Juni mit Erbsenkonserven auf den Markt. Zum Ende des Gründungsjahres trat Karl Roth als Kommanditär ein.
Nach dem Tod von Zeiler im Jahr 1889 änderte er den Fabriknamen in Henckell & Roth und heiratete im Februar 1897 Zeilers Witwe, Emilie Philippine (geb. Schauwecker). Den 1887 geborenen Sohn Gustav aus der Ehe mit Zeiler zog das Ehepaar Henckell, dessen Ehe kinderlos blieb, gemeinsam auf. Um 1900 baute Henckell seine Villa in der Angelrainstrasse 2.
1910 entstand der Markenname Hero.
Bis 1911 wurden die baulichen Anlagen wegen der stetigen Ausdehnung des Verkaufs beträchtlich erweitert, doch führte der Erste Weltkrieg zu einem jähen Einbruch des Geschäfts. Auch der Zweite Weltkrieg stellte, u. a. wegen der Zuckerknappheit, für die Firma eine grosse Herausforderung dar.
1915 erwarb Henckell das Bürgerrecht von Lenzburg. 1937 zog der Unternehmer sich aus seinem Geschäft zurück. Er starb am 18. Januar 1942 an den Folgen eines Unfalls, den er zwei Tage zuvor auf einer vereisten Strasse erlitten hatte. Seine Witwe folgte ihm am 5. Februar 1942 in den Tod.